# ويليام إتش وايت
ويليام إتش وايت (بالإنجليزية: William H. Whyte)‏ هو عالم اجتماع وكاتب وصحفي أمريكي، ولد في 1 أكتوبر 1917 في وست تشستر ‏ في الولايات المتحدة، وتوفي في 12 يناير 1999 في نيويورك في الولايات المتحدة.

## وصلات خارجية
- ويليام إتش وايت على موقع IMDb (الإنجليزية)
- ويليام إتش وايت على موقع قاعدة بيانات الفيلم (الإنجليزية)